# El Jicaral, Santa Cruz Zenzontepec
El Jicaral är en ort i Mexiko.   Den ligger i kommunen Santa Cruz Zenzontepec och delstaten Oaxaca, i den sydöstra delen av landet, 400 km sydost om huvudstaden Mexico City. El Jicaral ligger 553 meter över havet och antalet invånare är 235.
Terrängen runt El Jicaral är bergig åt nordost, men åt sydväst är den kuperad. El Jicaral ligger nere i en dal. Runt El Jicaral är det ganska tätbefolkat, med 56 invånare per kvadratkilometer. Närmaste större samhälle är El Limoncillo, 4,2 km väster om El Jicaral. Omgivningarna runt El Jicaral är huvudsakligen savann.